# Stazione di Treviglio
Stazione di Treviglio vasútállomás Olaszországban, Lombardia régióban, Treviglio településen.

## Vasútvonalak
Az állomást az alábbi vasútvonalak érintik:
- Milánó–Velence-vasútvonal
- Treviglio–Cremona-vasútvonal
- Milánó–Verona nagysebességű vasútvonal

## Kapcsolódó állomások
A vasútállomáshoz az alábbi állomások vannak a legközelebb:
- Stazione di Cassano d’Adda (Stazione di Varese, Milánó–Velence-vasútvonal, nyugat, Line S5)
- Stazione di Vidalengo (Milánó–Velence-vasútvonal, kelet)
- Stazione di Treviglio Ovest (Stazione di Bergamo, Treviglio–Cremona-vasútvonal, északnyugat)
- Stazione di Caravaggio (Treviglio–Cremona-vasútvonal, délkelet)
- Stazione di Pioltello-Limito (Milánó–Verona nagysebességű vasútvonal, nyugat)
- Stazione di Cassano d’Adda (Stazione di Novara, S6)